# Isocypris longicomosa
Isocypris longicomosa är en kräftdjursart som först beskrevs av N. C. Furtos 1933.  Isocypris longicomosa ingår i släktet Isocypris och familjen Cyprididae. Inga underarter finns listade i Catalogue of Life.